# Dorylomorpha montivaga
Dorylomorpha montivaga är en tvåvingeart som först beskrevs av Hardy 1943.  Dorylomorpha montivaga ingår i släktet Dorylomorpha och familjen ögonflugor.
Artens utbredningsområde är Colorado. Inga underarter finns listade i Catalogue of Life.